# Metaksia Simonian
Metaksia Simonian (n. 21 februarie 1926, Aşgabat, Republica Sovietică Socialistă Turkmenă, URSS – d. 11 august 1987, Erevan, Republica Sovietică Socialistă Armeană, URSS) a fost o actriță armeană de teatru și film. 

## Biografie
Metaksia Simonian s-a născut în 1926 în Așgabat. În 1933, s-a mutat cu familia la Erevan. În 1948 a absolvit Institutul de Stat de Artă Teatrală și Cinematografie din Erevan⁠(d). În același an a fost invitată la Teatrul Academic de Stat „Gabriel Sundukian”⁠(d). În 1950, Simonian a fost decorată cu Premiul Stalin. Din 1968, ea a predat în Erevan la Academia de Stat de Arte Plastice din Armenia.
În timpul studiilor, a jucat rolurile Katerina (Feodor Sologod: Penny Plucked), Anani (Gabriel Sundukian: Din nou, altă victimă).
Printre primele roluri memorabile ale ei sunt Armanuș (Grigor Ter-Grigorian: Aceste stele sunt ale noastre, Premiului de Stat al URSS, 1950), Nina (Mihail Lermontov: Mascarada), Arbenin (Vahram Papazian).

## Activitate
Simonian a continuat tradițiile începute de Arus Voskanian și Ruzanna Vardanian în teatrul armean. De asemenea, ea a jucat roluri în piese de autori ruși, vest-europeni și armeni, a jucat roluri comice și tragice. Metaksya Simonian a fost o actriță-lider zeci de ani, printre personajele jucate de ea se numără: Șura (Maxim Gorki: Egor Bulîciov și ceilalți), Desdemona, Julieta, Cordelia (William Shakespeare: Otello, Romeo și Julieta, respectiv Regele Lear), Susan (Alexandr Șirvanzade: Namus). A mai jucat rolurile Hudit (Karl Gutzkow: Uriel Acosta), Noudar (Nairi Zarian: Frumoasa Ara), Catherine Leffier (Victorian Sardou și Ezezip Moro: Madame San Jen), Marta (Edward Albee: Cine se teme de fiul lui Wolf, ultimul rol).
Simonian a jucat, de asemenea, rolul Nastasia Filippovna (după romanul Idiotul al lui Feodor Dostoievski). Interpretarea lui Namus (bazat pe poemul Namus al lui Alexander Șirvanzade), care spune povestea de dragoste a doi tineri, Seyran și Susan, și care are un final tragic, din cauza prejudecăților patriarhale. Metaksia Simonian a jucat rolul lui Susan.
Metaksia Simonian a jucat în filmele Anahit, 1947, O fată din Valea Ararat, 1949, Cui îi zâmbește viața, 1957, O săritură peste prăpastie, 1959, Apele cresc, 1962, Ultima faptă a lui Kamo, 1973, Sayat-Nova, 1960, film de televiziune realizat de Hayfilm, etc. De asemenea, a fost recitatoare de poezii. A jucat și în spectacole de radio și televiziune. Metaksia Simonian a interpretat la Moscova, Baku, Tbilisi, Beirut, Damasc și în alte locuri.
Simonian a murit în 1987.

## Filmografie
- 1947 - Dragoste și ură (rolul lui Anahit)
- 1949 - O fată din Valea Ararat (ca Anush)
- 1955 - În căutarea destinatarului (ca Manush)
- 1954 - Moft (ca Varduhi)
- 1957 - Cui îi zâmbește viața (ca Zaruhi)
- 1959 - Fantezia ii (ca asistentă medicală)
- 1959 - O săritură peste prăpastie (ca Gayane)
- 1960 - Sayat-Nova (ca Anna)
- 1962 - Apele cresc (ca Arev)
- 1970 - Un izvor din Heghnar (mama lui Mkrtich)
- 1971 - Khatabala (în episoade)
- 1973 - Ultima faptă a lui Kamo (ca Arsha)

## Spectacole de teatru
| An   | Titlu                         | Rol                | Note                       |
| ---- | ----------------------------- | ------------------ | -------------------------- |
| 1949 | Mascarada                     | Nina               | Autor: Mihail Lermontov    |
| 1955 | Namus                         | Susanna            | Autor: Alexandr Șirvanzade |
| 1960 | Romeo și Julieta              | Julieta            | Autor: William Shakespeare |
| 1960 | Othello                       | Dezdemona          | Autor: William Shakespeare |
| 1970 | Uriel Acosta                  | Hudit              | Autor: Karl Gurtzkow       |
| 1975 | Frumoasa Ara                  | Nvard              | Autor: Nairi Zarian        |
| 1980 | Doamna San Jean               | Katherine Lephevr  | Autor: Viktorien Sardu     |
| 1981 | Cine se teme de Virginia Wolf | Marta              | Autor: Edward Albee        |
| 1982 | Idiotul                       | Nastasia Phlipovna | Autor: Fiodor Dostoievski  |